# Neirab
Ne doit pas être confondu avec Camp de Neirab.
Neirab ou Al-Nayrab (en arabe: النيرب) est un village de Syrie situé à 10 kilomètres au sud-est du centre-ville de la ville d'Alep, dont il forme désormais un district. Neirab est un mot syriaque qui signifie terrain plat ou l'eau dans la vallée.
Le camp de Neirab, plus grand camp de réfugiés palestiniens en Syrie, se trouve à côté de la ville.

## Neirab dans l'histoire

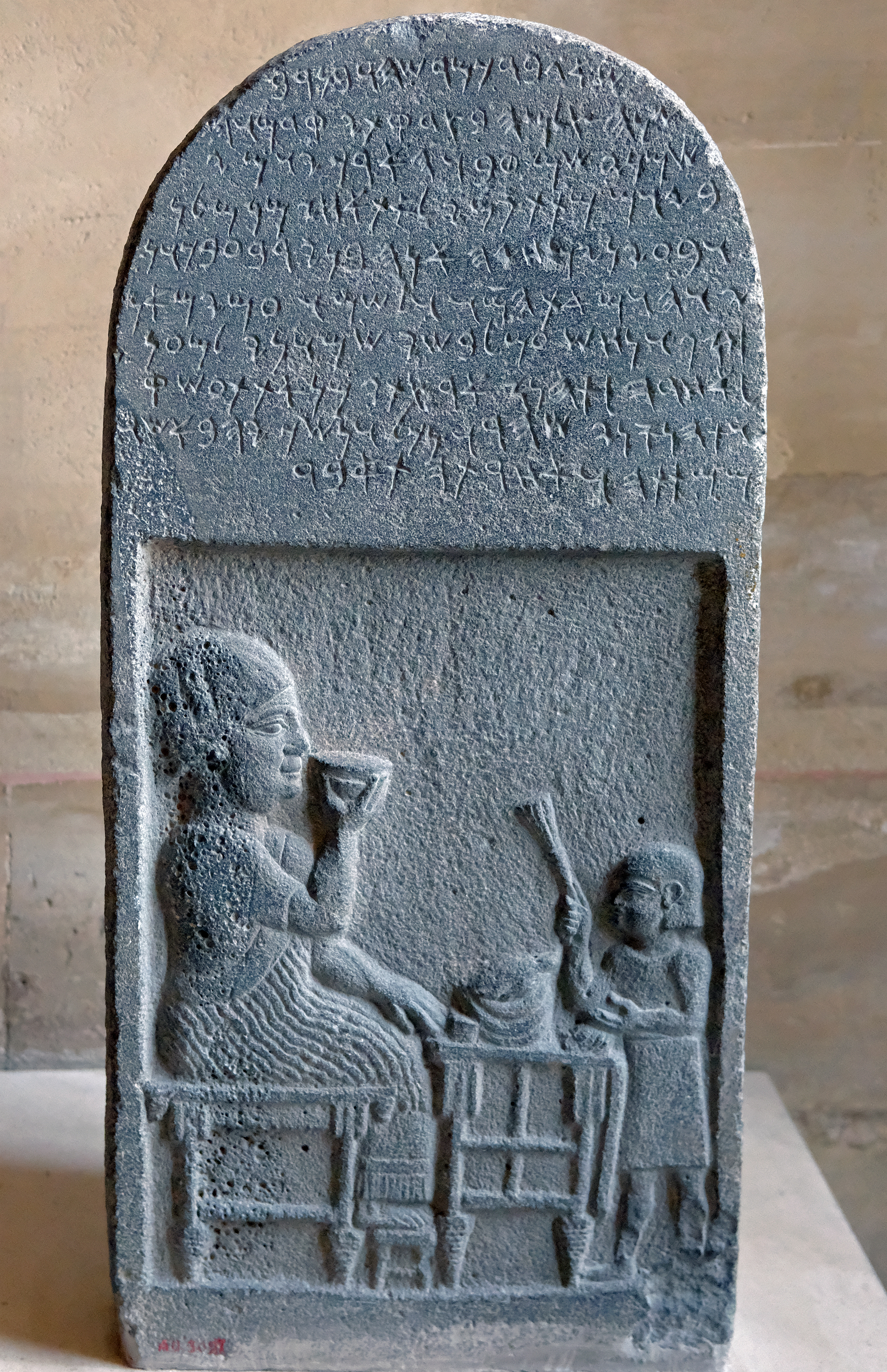
Stèle trouvée à Neirab datant du début du VIIe siècle av. J.-C. (musée du Louvre).

Avec son urbanisation, Neirab est désormais inclus à la ville d'Alep. Neirab est situé seulement à 10 kilomètres du centre-ville. À cause du terrain plat, les militaires français y ont établi un aéroport militaire. Après l'indépendance de la Syrie, il a été connu sous le nom d'aéroport de Neirab. Aujourd'hui son nom est aéroport international d'Alep.

## Camp de Neirab
Le village jouxte le camp de réfugiés palestiniens de Neirab, qui est, en 2024, le camp de réfugiés palestiniens le plus peuplé et l'un des plus pauvres du pays,,,.

## Les produits de Neirab
Les plaines de Neirab sont des plaines fertiles où divers types de légumes sont cultivés, en particulier le concombre et le concombre neirabien est un des plus célèbres. Ce qui distingue Neirab, ce sont les roses Aljori qui est le premier produit que Neirab exporte. Ces roses sont utilisées dans la fabrication de parfums, certains médicaments, aliments et boissons.
D'autre part, Neirab produit une quantité appréciable de pistaches et d'olives.